# Estación Vandervelde
La estación Vandervelde es una estación del metro de Bruselas, que da servicio a la línea 1, anteriormente conocida como ramal este de la línea 1B. Su nombre proviene de la avenida en la que se sitúa, la Avenue Emile Vandervelde / Émile Vanderveldelaan, en la municipalidad belga de Woluwe-Saint-Lambert / Sint-Lambrechts-Woluwe; y fue inaugurada el 7 de mayo de 1982.

## Decoración interior
En las paredes del andén hay un fresco del pintor Paul Gobert, La grande taupe et le petit peintre, en el que un espacio subterráneo se abre a un paisaje inmenso y evocando un reimaginado valle de Woluwe antes de su urbanización. Durante las cuatro estaciones del año, la fauna y flora marcan el ritmo de la vida. Es un himno a la naturaleza y la protección del medio ambiente.